# الجريمة في إيران

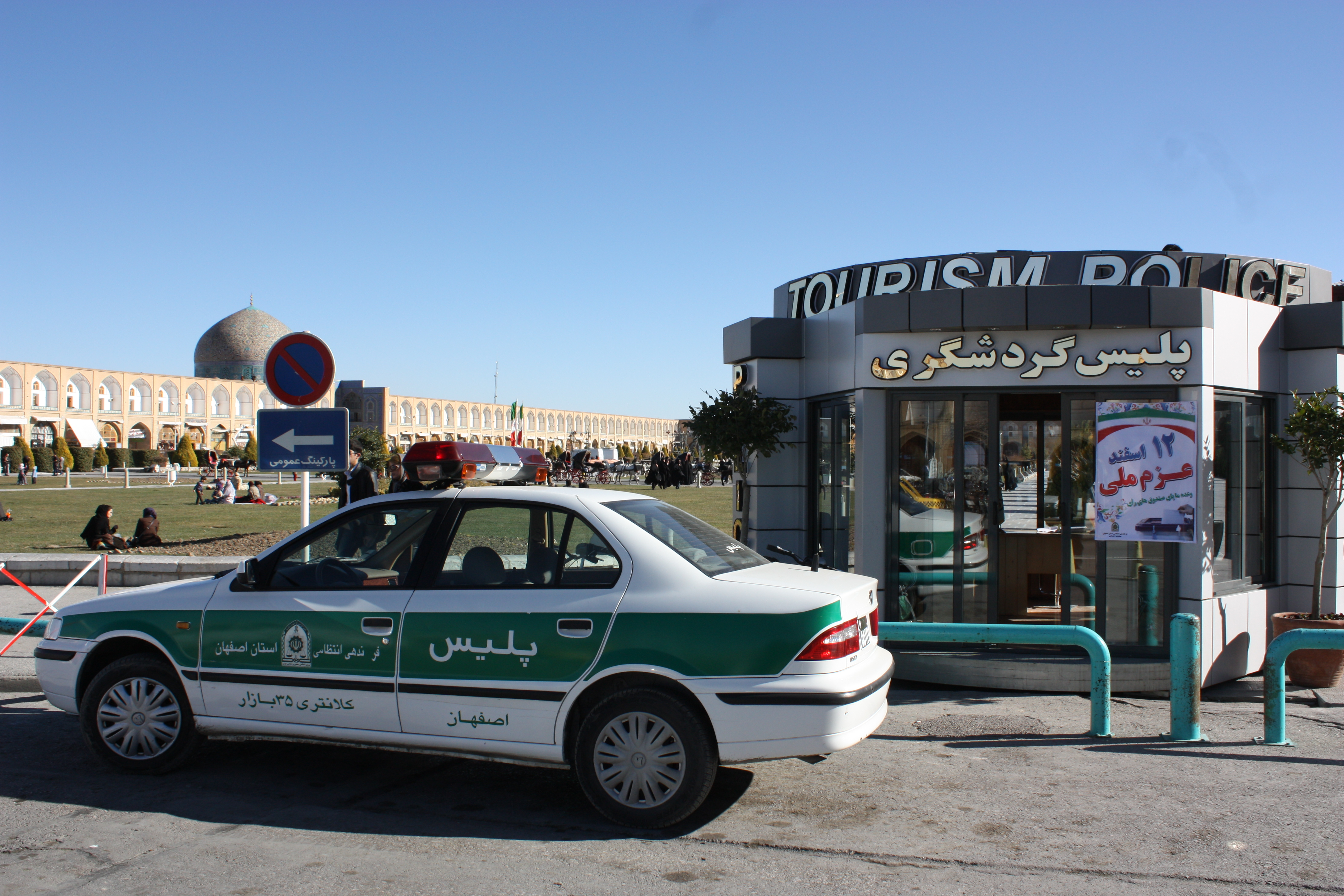
سيارة شرطة إيرانية

توجد الجريمة في إيران بأشكال مختلفة، وقد تشمل الجرائم التالية: القتل العمد، والاختطاف، والسرقة، والاحتيال، وغسيل الأموال، وتهريب المخدرات، والاتجار بالمخدرات، وتهريب الكحول، وتهريب النفط، والتهرب الضريبي، والإرهاب، وعدم ارتداء الحجاب "المناسب"، والأكل والشرب في رمضان وشرب الخمر وجرائم أخرى كثيرة.

## تهريب المخدرات وغسيل الأموال
تهريب المخدرات هي قضية رئيسية ومستمرة في إيران، وهي نقطة عبور رئيسية للهيروين في جنوب غرب آسيا بين أفغانستان وأوروبا، مع وجود 2.8 في المائة من السكان مدمنين على المخدرات، فإن إيران لديها واحدة من أعلى معدلات إدمان المخدرات في العالم، وتنافس أفغانستان في ذلك، ووفقًا للأرقام المنشورة، خسرت إيران حتى الآن ما يقرب من 3500 من ضباط الشرطة والأمن في حملة مكافحة المخدرات التي تكلف البلاد سنويًا ما يقرب من مليار دولار وتتسبب في أضرار سنوية بنحو 8.5 مليار دولار على الاقتصاد الإيراني، كما تم شنق المئات من مهربي المخدرات.
وقدرت الحكومة الإيرانية في عام 2015 أن الأموال من تهريب المخدرات في إيران تصل إلى 10 تريليون تومان سنويًا (1 تومان يساوي 10 ريالات)، وبعضها يجد طريقه إلى "الانتخابات وتأمين الأصوات، للتأثير على سياسة البلاد.

### الأفيون
غالبية متعاطي المخدرات في إيران يستخدمون الأفيون، ولا تنتج إيران أيًا من أفيونها تقريبًا، وإنما يتم جلب الأفيون إلى البلاد من أفغانستان المجاورة، ففي عام 2006 غادر أكثر من 53 % من الأفيون المنتج في أفغانستان عبر إيران، واتخذت السلطات الإيرانية عدة إجراءات لمكافحة تهريب المخدرات، ويشمل ذلك زيادة عدد قوات الشرطة على الحدود الجنوبية الشرقية وإدخال قوانين وعقوبات صارمة على الأشخاص المدانين بتهريب المخدرات.
وأصبحت إيران بارزة في مكافحة تهريب المخدرات؛ حتى الآن حققت السلطات الإيرانية أكثر من 85 % من إجمالي مضبوطات الأفيون في العالم، بين عامي 2009 و 2010، وبلغ إجمالي كمية المخدرات غير المشروعة التي ضبطتها الشرطة الإيرانية أكثر من 340 طناً.

## التهرب الضريبي
عادة ما يشارك المتهربون من الضرائب في أنشطة في قطاع الاقتصاد الرمادي أو في السوق السرية التي لا يفصحون عنها، وآخرون متورطون في التهريب والسوق السوداء[بحاجة لمصدر].
تعادل الخسائر 20% إلى 25% من إجمالي عائدات الناتج المحلي للبلاد[بحاجة لمصدر]، وفي عام 2014 أفادت وسائل الإعلام الدولية بإدراج مواطنين إيرانيين ضمن المتهربين من الضرائب في فضيحة HSBC في سويسرا.

## الاتجار بالبشر
وفقًا لوزارة الخارجية الأمريكية: "إيران مصدر وعبور ووجهة للنساء اللواتي يتم الاتجار بهن لأغراض الاستغلال الجنسي والعبودية القسرية، ويتم الاتجار بالنساء الإيرانيات داخليًا بغرض الدعارة والزواج القسري لتسوية الديون، ويتم الاتجار بالأطفال الإيرانيين داخليًا والأطفال الأفغان إلى إيران بغرض الزواج القسري والاستغلال الجنسي التجاري والعبودية القسرية كمتسولين أو عمال.
ووفقًا لمصادر غير حكومية، فإن النساء والفتيات الإيرانيات يتم تهريبهن أيضًا إلى باكستان وتركيا وقطر والكويت والإمارات العربية المتحدة وفرنسا وألمانيا والمملكة المتحدة لأغراض الاستغلال الجنسي التجاري".

## تهريب الكحول
بدأت إيران في تقييد إنتاج الكحول واستهلاكه بعد الثورة الإيرانية، وحتى مع هذا الحظر لا يزال تهريب الكحول شائعًا في إيران حتى اليوم.
يُذكر أن أكثر من 2.5 مليون دولار من الكحول يتم تهريبها إلى إيران يوميًا، ويجد المهربون صعوبة في تهريب الكحول إلى إيران حيث اشتبكت قوات أمن الحدود بشكل متكرر مع المهربين ومات الكثير منهم.

## تهريب النفط
أصبح تهريب النفط مشكلة في إيران حيث يدفع الإيرانيون سعرًا متوسطه 25 سنتًا للتر البنزين بينما تدفع الدول المجاورة أكثر من دولار للتر الواحد مما يجعل تهريب النفط عملاً مربحًا للمهربين، ويتم تهريب أكثر من 1.8 مليار لتر من المنتجات النفطية المكررة كل عام في إيران إلى البلدان المجاورة، وتشمل هذه البلدان أفغانستان والعراق وباكستان وتركيا.

## جرائم الشرف
تم تسجيل عدد من حالات جرائم الشرف في ايران التي تصدرت عناوين الصحف الدولية.
ففي فبراير 2022 انتشر شريط فيديو في إيران لرجل (سجاد حيدري) في الأهواز، خوزستان في غرب إيران، يبتسم ويحمل الرأس المقطوع لزوجته البالغة من العمر 17 عامًا (منى حيدري).
وأشارت وكالة أنباء إيرنا إلى أن الحادث جاء نتيجة "جريمة شرف"، كانت الزوجة قد فرت إلى تركيا ولكن أعيدت إلى إيران وقتلت بعد فترة وجيزة.
وفقًا لمحامية حقوق الإنسان يونا دايموند، "سمحت السلطات الإيرانية بقطع رأس منى حيدري - وهي عروس طفلة - بسبب طلبها الطلاق من زوج مسيء وعنيف..."
قبل ذلك بعامين، وقعت "جريمة شرف" أخرى كبيرة تمثلت في مقتل فتاة في الرابعة عشرة من عمرها بمنجل على يد والدها في مقاطعة تاليش شمال إيران، بعد أن هربت من منزل عائلتها برفقة رجل يبلغ من العمر 29 عامًا.
وفقًا للمجلة الطبية The Lancet، كان هناك ما لا يقل عن 8000 جريمة قتل بدافع الشرف في إيران بين عامي 2010 و 2014، تم الإبلاغ عن القليل منها فقط.
تعفي المادة 630 من الدستور الإيراني الزوج من العقوبة إذا قتل زوجته لارتكابها الزنا، وذكرت منظمة إيران الدولية أن حوالي 60 امرأة وقعن ضحية لجرائم الشرف من عام 2020 إلى عام 2021، وفقًا لمنظمة غير حكومية لحقوق المرأة في الأهواز، "بعضهن تتراوح أعمارهن بين 10 أو 15 عامًا ولم يتم تقديم أي من الجناة إلى العدالة" وقليل من العائلات رفعت دعوى قضائية.

## العقاب
تمتلك إيران أعلى معدلات الإعدام (في المرتبة الثانية بعد الصين)، ويعتبر الزنا والمثلية الجنسية من الأفعال غير المشروعة بموجب القانون الإيراني وقد يعاقب عليهما بالإعدام.
ويمكن أن تكون العقوبة على تعاطي المخدرات والاتجار بها شديدة؛ فأي شخص يدان بحيازة المخدرات غير المشروعة أو استخدامها أو الاتجار بها أن يتوقع عقوبات سجن طويلة أوغرامات باهظة أو عقوبة الإعدام.

## وصلات خارجية
- تهريب المخدرات والأسواق الإجرامية الأخرى في إيران